# Polypsecadium litorale
Polypsecadium litorale är en korsblommig växtart som först beskrevs av Rodolfo Amando Philippi, och fick sitt nu gällande namn av Al-shehbaz. Polypsecadium litorale ingår i släktet Polypsecadium och familjen korsblommiga växter. Inga underarter finns listade i Catalogue of Life.